# 戀上西沙
《戀上西沙》，又曾稱為《炎明熹音樂特輯 戀上西沙》，是一部由香港女歌手炎明熹主演的音樂特輯形式短篇電視劇，僅一集，由電視廣播有限公司於2024年初攝製，於同年12月21日播出。劇名取自新鴻基地產的地產項目「西沙GO PARK」，由該地產項目贊助，具有廣告宣傳性質。其他演員包括李爾晨、海俊傑、張美妮、麥玲玲、林子超等。

## 劇情大綱
即將升讀大學的少女Gigi喜歡唱歌，卻缺乏自信在人前演唱。她與父母回到父親的老家西貢渡假，得到仍在該區生活的姑母與表兄接待。事業心甚強的父親在渡假期間仍然費神於工作上，亦反對女兒的音樂夢，父母因此而陷入冷戰。姑母委託乾兒子Kyle帶着迷惘的Gigi到處遊玩，期間Gigi逐漸挖掘出父親的過去，原來他年青時也曾熱愛唱歌及運動。在Kyle的鼓勵下，Gigi終於建立起人前演唱的自信，亦得到了父親的認同，父母也和好如初。過程中Gigi與Kyle亦漸生情愫。

## 演員表
| 演員   | 角色名稱 | 簡介 |
| ------ | -------- | --- |
| 炎明熹 | Gigi     | 本劇主角，即將升讀大學的少女，喜歡唱歌。                                                                                 |
| 李爾晨 | Kyle     | Gigi姑母玲玲姐的乾兒子。予人感覺充滿朝氣活力，擅長多種運動。以建築師為事業目標，參與了西沙大型建築工程。與Gigi漸生情愫。 |
| 海俊傑 | 阿傑     | Gigi的父親。出身於西貢，曾熱愛運動及推出自己的歌曲，有「西貢王子」之稱，建立家庭後逐漸變得專注事業，放棄過去的夢想。     |
| 張美妮 | 阿妮     | Gigi的母親，頒望丈夫能重拾初心。                                                                                         |
| 林子超 | Andy     | 劇中諧角。玲玲姐兒子、Gigi的表兄。擅長跳舞，欲與Gigi組隊參加選秀節目。                                                   |
| 麥玲玲 | 玲玲姐   | 傑的姐姐、Gigi的姑母。在西貢開設餐廳。                                                                                   |
| 黎諾懿 | 林Sir    | 西貢的直立板教練，傑過去的朋友，因傑的轉變而心生嫌隙。                                                                   |
| 毓麟   | Oscar    | 結局一幕與Gigi作街頭演唱的男歌手，與Kyle互相視作情敵。                                                                   |
| 何沛珈 | 前女友   | Kyle的前女友，欲挽回戀情。                                                                                               |
| 伍仲衡 | 銷售經紀 | 地產經纪。 |
| 黃一鳴 | 流氓     | 滋擾Gigi，被Kyle趕走。                                                                                                   |

## 製作
劇組於2024年1月8日於西貢舉行開鏡拜神儀式。
取景地包括西貢、馬鞍山、有香港「天空之鏡」之稱的景點泥涌石灘，及將近落成的西沙，並在一個郊野山頂上拍攝主角自彈自唱的一幕。

### 選角與造型
主角炎明熹是2021年歌唱選秀節目《聲夢傳奇》的冠軍，她以歌唱事業為重心，戲劇演出經驗不多，除了兩次客串演出，前一次主演經驗要回溯到2021年的電視劇《青春本我》。劇組挑選了當時31歲的男演員李爾晨，與18歲炎明熹合演情侶，兩人實際年齡相差13年，均為香港理工大學校友；兩人最親密的一幕是在幻想情節中，額頭互相觸碰，嘴唇靠近；女方的粉絲圈中曾有嫌棄李爾晨年紀太大的聲音。
炎明熹角色的造型平實，有彈奏結他的場面。身材健碩的李爾晨則有不少裸露上半身的演出。飾演姑母角色的堪輿師麥玲玲穿着了屬於自己的服裝參與拍攝，她向來喜歡以紅色、粉紅色的服裝示人，但此次演出她按監製林肯要求，購置藍色服裝拍攝。

### 音樂
音樂方面，則有近年常參與無綫電視音樂節目、曾為炎明熹創作廣告歌好想約你的音樂人伍仲衡參與，他亦在劇中客串演出。
主題曲最動人一次由伍仲衡作曲、編曲（與Allan Lau合編）、監製，張美賢填詞（班底與好想約你相同），風格亦與好想約你相似。
炎明熹在劇中唱出多首自己原唱或曾翻唱的歌曲。採用的歌曲詳見下表：
| 歌名               | 劇中演唱者     | 原唱                         | 備註                                                                               |
| ------------------ | -------------- | ---------------------------- | ---------------------------------------------------------------------------------- |
| 最動人一次         | 炎明熹         | 炎明熹                       | 本劇主題曲。在劇中為Gigi自己創作的歌曲。後來用作「SIERRA SEA」樓盤廣告之背景音樂。 |
| 複雜               | 炎明熹         | 炎明熹                       | 炎明熹首次演出劇集《青春本我》的插曲。                                             |
| Only for me        | 炎明熹         | 炎明熹                       |                                                                                    |
| Little Magic       | 炎明熹         | 炎明熹                       |                                                                                    |
| 透光者             | 炎明熹         | 炎明熹                       |                                                                                    |
| 有了你             | 炎明熹         | 陳百強                       | 清唱數句。                                                                         |
| 今生今世           | 炎明熹、海俊傑 | 張國榮                       | 炎明熹曾於張國榮紀念專輯《Remembering Leslie》翻唱此歌。                           |
| 熱力節拍Wou Bom Ba | 林子超、麥玲玲 | 草蜢、關淑怡、湯寶如、劉小慧 |                                                                                    |

飾演父親角色的海俊傑亦曾是歌手，為1994年度《新秀歌唱大賽》的冠軍，劇中關於其角色年青時的回憶片段，借用了其年青時真實的音樂影片片段。

## 播映與歌曲發行
在攝製時期公布的資訊中，未明確指出此劇與地產項目的宣傳有關。此劇曾計劃於2024年8月31日播出，後一度擱置。步入2024年中期，炎明熹近乎沒有任何幕前演藝活動，傳出她與無綫電視因續約談判出現分歧，致使她被無綫「雪藏」（暫停所有工作）的傳聞。11月末，伍仲衡透露自己為炎明熹所寫的第二首歌將於12月15日推出並舉行記者會，這首歌與前作一樣也是廣告歌，推出時間需由廣告客戶決定；據傳媒的跟進報道，他所指的是《戀上西沙》的記者會，且此劇已被安排在12月21日播出，播映計劃的變動是因應相關地產商的要求，此劇的廣告宣傳性質始獲確定。然而到了12月初，伍仲衡亦突然被無綫電視中止合作關係，有指其中一個原因是他私自泄露了電視台的計劃。此劇的兩次播出消息，都引起炎明熹的「雪藏」是否結束，或無綫只是履行廣告合約等不同揣測。
最終此劇的主題曲最動人一次在12月9日便於各音樂串流平台發行，同日晚上其音樂影片於YouTube首播，至同月14日影片登上香港區熱門音樂影片第1位，翌日達100萬點擊率。在12月15日《戀》劇的記者會上，久未出席公開活動的炎明熹現場演唱了此歌。
最終此劇於12月21日21:30-23:00在翡翠台首播。

## 收視
此劇的最高收視為11.4點，即推算約74萬觀眾收看。

## 相關劇集
- PARK YOHO週末速遞

## 備註
1. 1 2 3 4  按片尾名單。
2. ↑  關於本作性質，各報道中有不同描述，包括「音樂劇」[3][4]、「音樂短劇」[5]、「音樂特輯」[6][7][8]。
3. ↑  全名為「新鴻基地產西沙GO PARK呈獻：戀上西沙」。[10][11]
4. ↑  劇中借用的是1994年海俊傑微風中（孫明光原唱）的音樂影片，此歌當時與其另一首歌永遠的偶像的音樂影片共用同一輯影片（該年代常見情況），此劇中提及了海俊傑的角色曾推出上述兩首歌。